# Rose et le Soldat
Pour plus de détails, voir Fiche technique et Distribution.
Rose et le Soldat  est un téléfilm dramatique français, tourné en Martinique, réalisé par Jean-Claude Barny, et diffusé sur France 2 en 2016.

## Synopsis
En 1942, la Martinique est encore dirigée par le régime de Vichy. Rose, une jeune institutrice est privée de son emploi par le régime, dirigé par l'Amiral Robert. Elle accepte un poste de femme de ménage chez un officier allemand blessé, débarqué d'un sous-marin. Elle compte se servir de cette situation pour l'espionner, et prêter son soutien aux Antillais qui suivent de Gaulle. Mais elle est rapidement tiraillée entre la résistance et son amour pour un officier de la marine française, Jacques Meyer. 

## Fiche technique
- Titre original : Rose et le Soldat
- Réalisation : Jean-Claude Barny
- Scénario : Philippe Bernard
- Photographie : Claude Garnier
- Montage : Laurence Bawedin
- Décors : Laurent Tesseyre
- Costumes : Fabio Perrone
- Production : Élisabeth Arnac et Louise Cosserat
- Société de production : Lizland Films
- Société de distribution : France télévision
- Pays d'origine : France
- Langue originale : français
- Format : couleur
- Genre : drame historique
- Durée : 95 minutes
- Date de diffusion :
  -  France : 20 avril 2016 sur France 2

## Distribution
- Zita Hanrot : Rose
- Fred Testot : Jacques Meyer
- Christophe Malavoy : Amiral Robert
- Pascal Légitimus : Octave
- Jocelyne Béroard : Clémence
- Josef Mattes : Alfred Dietrich von dem Borne
- Yann Gael : Augustin
- Jean-Michel Martial : Hippolyte
- Augustin Legrand : Blandin
- Stanley Nourel : Siméon
- Harry Diboula : Le pianiste

## Accueil critique
Pour Hélène Rochette de Télérama,  « cette fiction romantique embrasse un versant méconnu de la Résistance. Longtemps évincés de la mémoire nationale, les quatre mille Antillais qui se sont opposés au régime dictatorial de l'amiral Robert n'ont pas bénéficié des honneurs accordés aux héros de métropole ». Elle salue l'interprétation de l'actrice Zita Hanrot, « toute de justesse et de fébrilité, l'actrice assume avec aisance ce rôle frondeur. L'acuité avec laquelle la caméra scrute les vexations et les tensions entre toutes les strates de la société caribéenne, muselée par le joug pétainiste, contribue pour beaucoup à la richesse du téléfilm ».
Pour Télé 7 jours, « le téléfilm évoque un sujet peu connu, les « dissidents », ces jeunes Antillais qui, pendant la Seconde Guerre Mondiale, tentaient de fuir le régime vichyste vers les îles britanniques. Trop de longueurs, la réalisation est un peu molle, mais la présence lumineuse de Zita Hanrot rehausse le tout ».
Si Télé Loisirs est plutôt conquis (« Mêlant romance et histoire avec sincérité, ce téléfilm tient en haleine. Porté par la grâce et la fraîcheur de Zita Hanrot »), Télé Star l'est beaucoup moins : « Si les vérités historiques sont toujours bonnes à dire, certaines interprétations compassées, accentuées par la faiblesse de la mise en scène, ne sont pas bonnes à regarder dans ce drame qui manque aussi d'intensité ».

## Distinctions

### Nominations
- Festival des créations télévisuelles de Luchon 2016 : catégorie officielle unitaire